# II powstanie śląskie

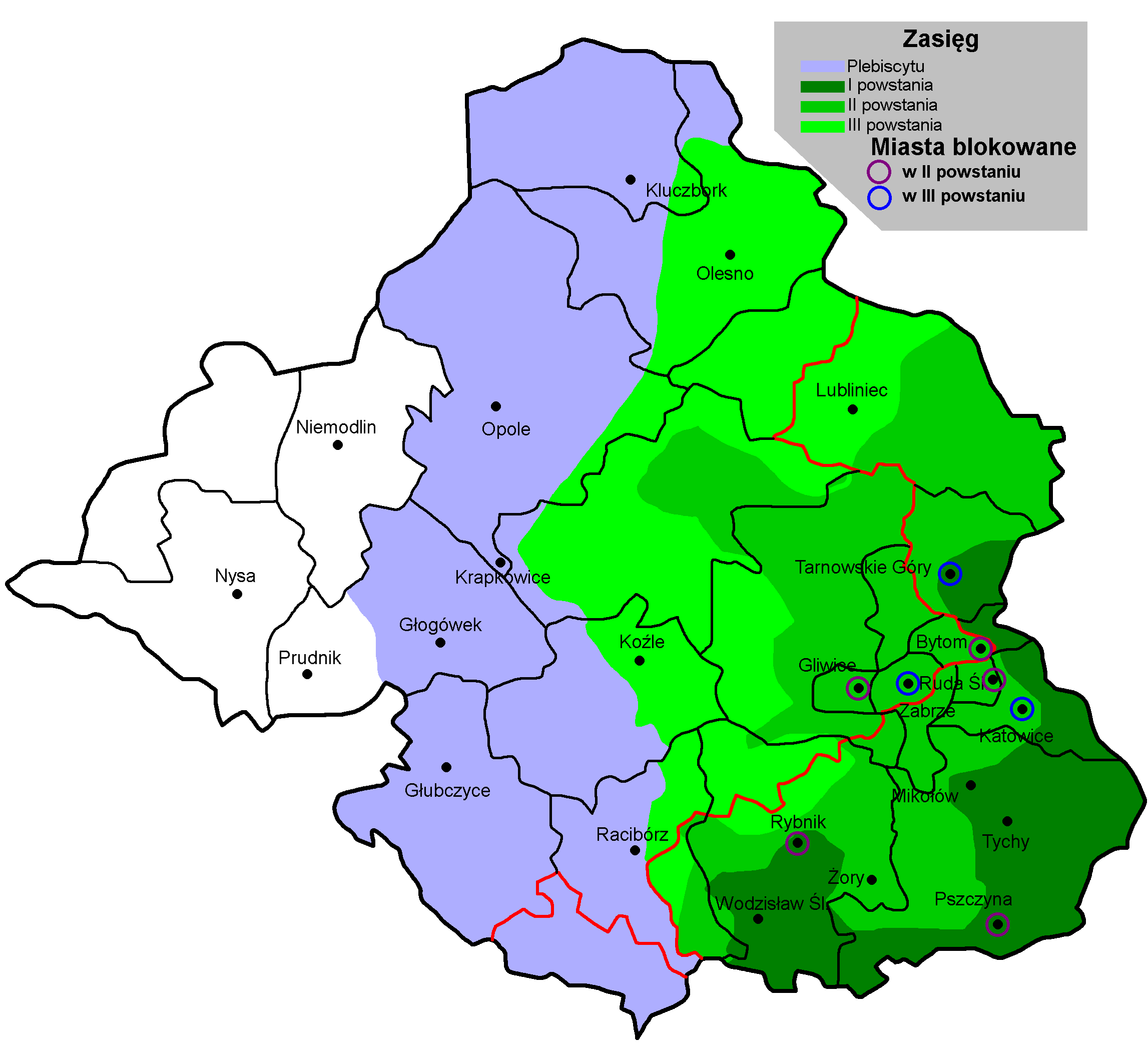
Zasięg powstań śląskich

II powstanie śląskie – wystąpienie zbrojne trwające od 19/20 sierpnia do 25 sierpnia 1920 r., mające na celu usunięcie z obszaru plebiscytowego niemieckich organów bezpieczeństwa oraz utworzenie mieszanej policji polsko-niemieckiej opartej na zasadzie parytetu. II powstanie śląskie to jedna z pięciu zakończonych sukcesem polskich insurekcji obok dwóch powstań wielkopolskich z 1806 r. i z lat 1918–1919, powstania sejneńskiego z 1919 r. oraz III powstania śląskiego z 1921 r.

## Przed II powstaniem śląskim
Przed wybuchem powstania na Górnym Śląsku stopniowo narastało napięcie:
- 25 kwietnia 1920 r. doszło w Bytomiu, Gliwicach, Katowicach, Królewskiej Hucie, Mysłowicach, Pszczynie, Radzionkowie, Rudzie, Rybniku, Wirku, Wodzisławiu, Zaborzu i Zabrzu do wieców protestacyjnych ludności zorientowanej propolsko przeciwko antypolskiemu terrorowi niemieckiemu. W trakcie wieców domagano się likwidacji Sicherheitspolizei[1] (w liczbie 5 tys. uzbrojonych Niemców, którzy po wycofaniu innych oddziałów mieli w założeniu strzec porządku – tzw. „Sipo”), która wspomagała i ochraniała niemieckie bojówki rozbijające polskie wiece;
- niemieckie bojówki zaatakowały polskie pochody świętujące obchody Konstytucji 3 maja;
- rozpoczął się strajk szkolny, w którym młodzież domagała się równouprawnienia dla języka polskiego w szkołach na Górnym Śląsku;
- 27/28 maja 1920 r. doszło do ataku niemieckich bojówek na Polski Komisariat Plebiscytowy mieszczący się w Hotelu Lomnitz w Bytomiu oraz do zdemolowania lokali powiatowych Polskich Komitetów Plebiscytowych  m.in. w Głogówku i Koźlu;
- 17 sierpnia 1920 r. po fałszywej informacji w prasie niemieckiej o zdobyciu Warszawy przez Armię Czerwoną, w Katowicach bojówki niemieckie zaatakowały przy ul. Warszawskiej siedzibę powiatowego inspektora Międzysojuszniczej Komisji – pułkownika Blancharda. Żołnierze francuscy zmuszeni byli użyć broni, zabijając 10 atakujących. W odwecie doszło do zlinczowania znanego polskiego lekarza dr. Andrzeja Mielęckiego, który opatrywał rannych, a potem zdemolowania siedziby Polskiego Komitetu Plebiscytowego w Katowicach w hotelu „Deutsches Haus” (na rogu ul. Plebiscytowej i Wojewódzkiej), w trakcie którego pobito dr. Henryka Jarczyka.
- 17/18 sierpnia 1920 r. ruszyła do walki w Szopienicach polska kompania szturmowa pod dowództwem Jana Stanka[2].
- Po opanowaniu kilku osad wokół Katowic Walenty Fojkis, dowódca pszczyńsko-katowickiego okręgu Polskiej Organizacji Wojskowej Górnego Śląska, zażądał 18 sierpnia 1920 r. od Dowództwa Głównego POW G.Śl. proklamacji powstania na całym obszarze plebiscytowym[2].

## Przebieg powstania

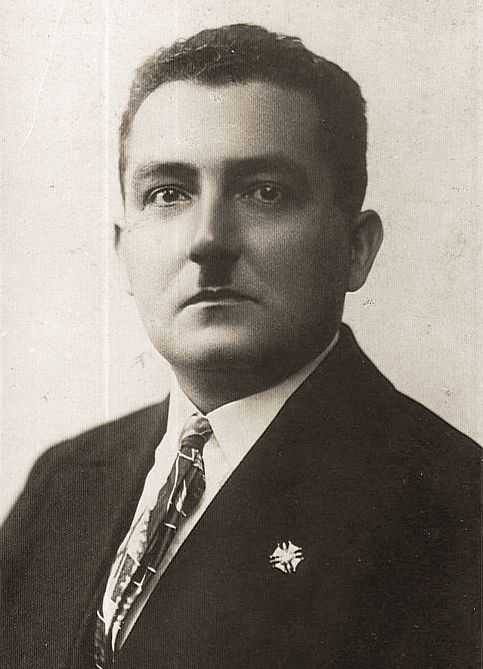
Walenty Fojkis

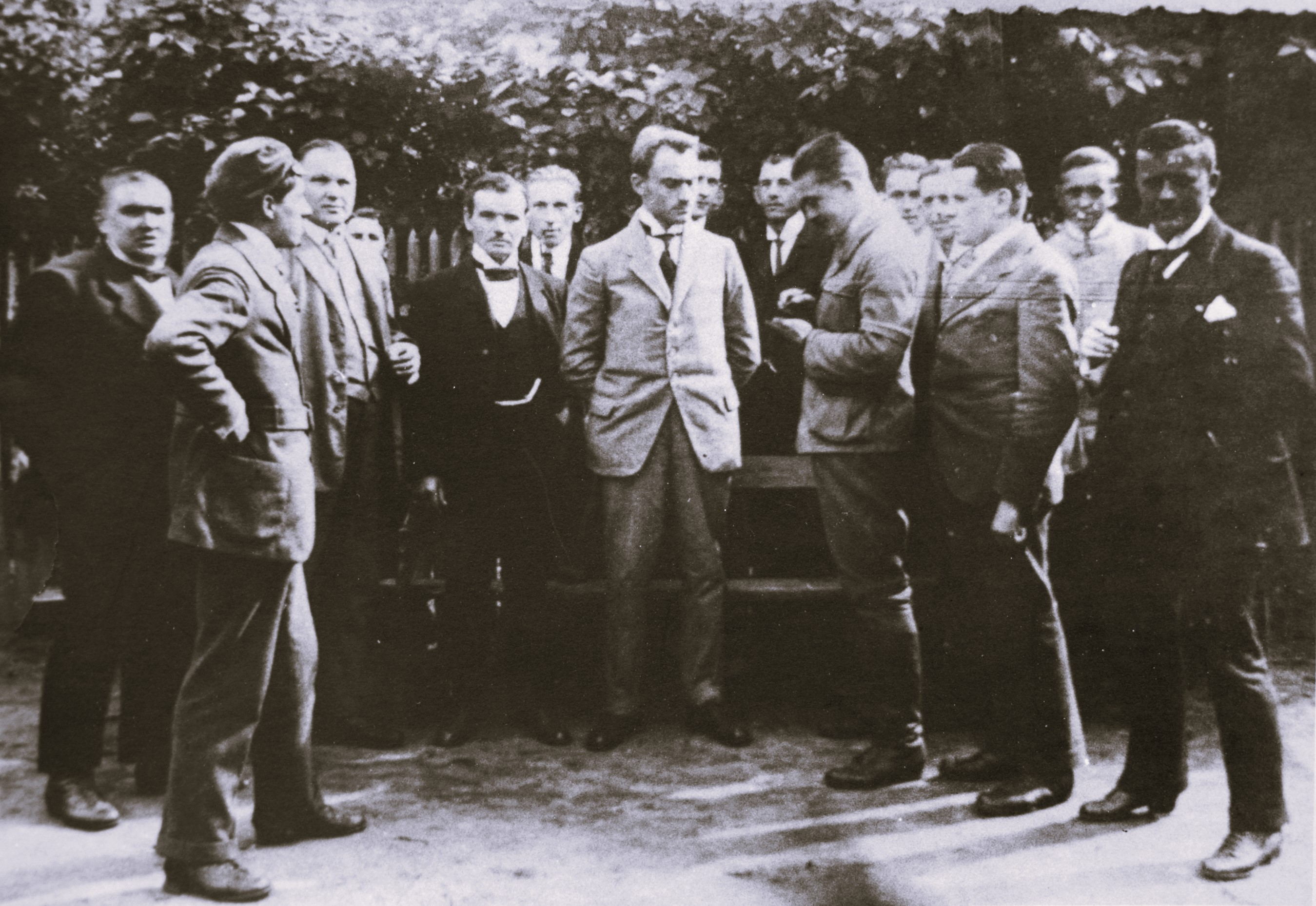
Tychy, 1920, spotkanie członków POW G.Śl. niedługo przed wybuchem II powstania śląskiego w pow. pszczyńskim (w środku Stanisław Krzyżowski)

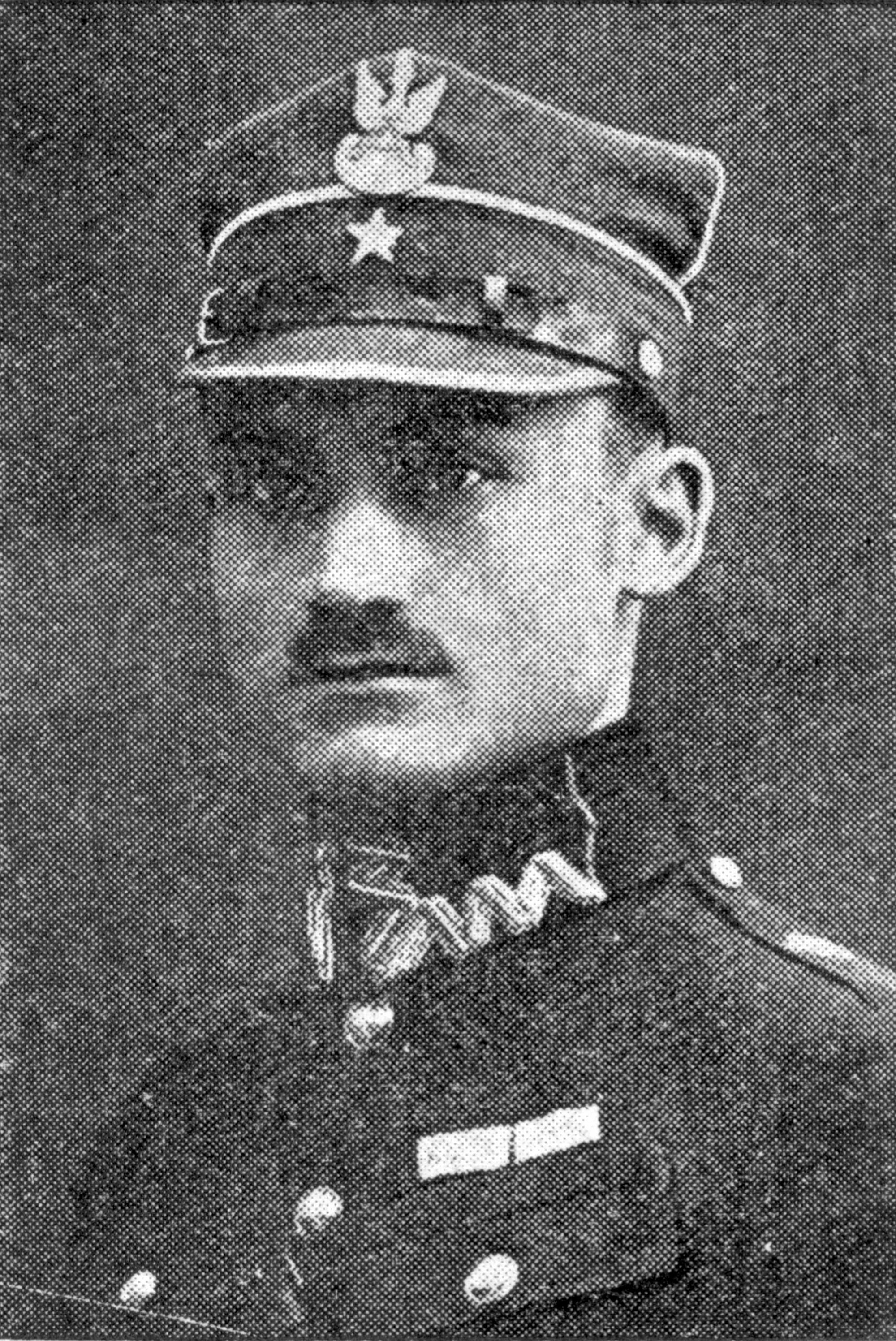
Stanisław Krzyżowski

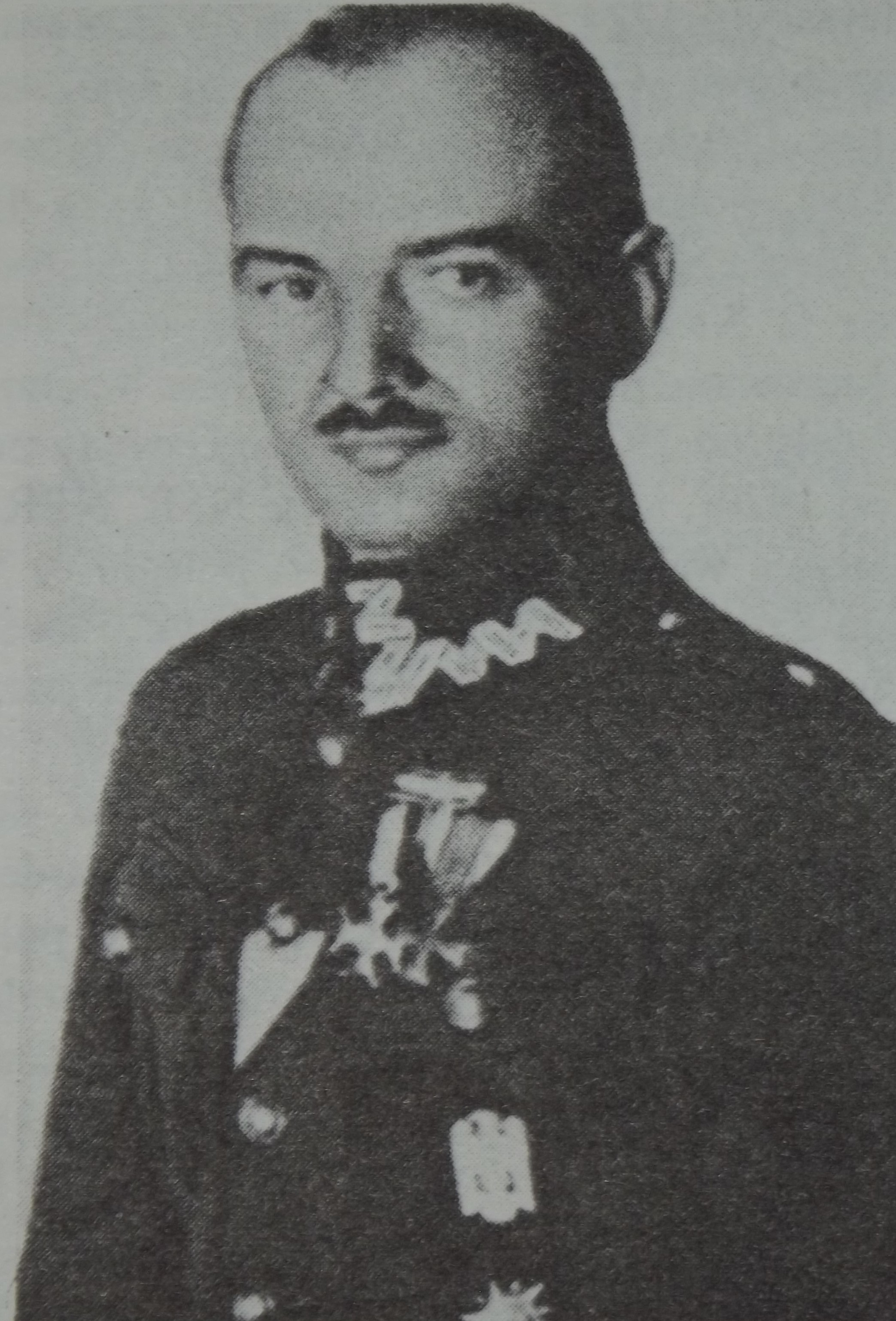
Józef Michalski

Powstanie wybuchło w nocy z 19 na 20 sierpnia 1920 r. Zaraz po wezwaniu do walki wygłoszonym przez Wojciecha Korfantego w poparciu dla działań powstańców rozpoczął się na Górnym Śląsku strajk generalny.
Dowództwo POW G.Śl., na czele którego stał Alfons Zgrzebniok, nakazało niezwłoczne rozpoczęcie działań bojowych w 5 okręgach wojskowych. Natychmiastowe zniszczenie na całym terenie sieci łączności sparaliżowało przeciwdziałanie niemieckie i przedwczesne wkroczenie wojsk okupacyjnych. Dowództwo drugiego powstania miało siedzibę w Dąbrówce Małej.
W dniach 20–21 sierpnia 1920 r. 2 tys. kilkuset powstańców śląskich pod dowództwem ppor. Stanisława Krzyżowskiego, powiatowego komendanta POW G.Śl. w Pszczynie, opanowało cały powiat pszczyński (z wyjątkiem Pszczyny, której celowo nie zajęto ze względu na zakaz Dowództwa POW G.Śl.).
Na Górnym Śląsku powstańcy śląscy zdobyli w toku walk m.in. następujące miejscowości: Szopienice, Mikołów, Murcki, Hołdunów, Dąbrówkę Małą, Janów, Nikiszowiec, Giszowiec, Ochojec, Rozbark, Brzeziny, Dąbrówkę Wielką, Brzozowice, Kamień, Piekary, Miechowice, Bogucice i Bytom (opuszczony wkrótce przez powstańców na żądanie koalicji), a także hutę „Baildon”.
W powiecie rybnickim powstańcy pod dowództwem Jana Wyglendy i Józefa i Mikołaja Witczaków opanowali teren do linii Pszów – Wodzisław – Godów, a oddziały z Józefem Michalskim na czele zdobyły Wodzisław.
Powstańcy śląscy nie zaatakowali większych miast, w których stacjonowały wojska alianckie, jednak, wzbudzając panikę wśród ludności niemieckiej, prowadzono walki w rejonie Mysłowic, Wełnowca, Siemianowic, Łagiewnik, Maciejkowic, Królewskiej Huty, Hajduków i Frydenshuty.
Rząd polski w Warszawie nie wspomógł powstania, ponieważ w tym czasie w pełnym toku znajdowała się kontrofensywa polska przeciw nacierającej na Warszawę Armii Czerwonej (Bitwa Warszawska), rozpoczęta 16 sierpnia 1920 r.

## Zakończenie powstania
W związku z tym, że 24 sierpnia Międzysojusznicza Komisja Rządząca i Plebiscytowa na Górnym Śląsku nakazała rozwiązać niemiecką Sicherheitspolizei, uznano, że należy zakończyć działania powstańcze, co nastąpiło w dniu 25 sierpnia 1920 r. W ten sposób podstawowy postulat strony polskiej został spełniony.
Po II powstaniu Międzysojusznicza Komisja na miejsce policji niemieckiej wprowadziła mieszane jednostki polsko-niemieckie o nazwie Abstimmungspolizei – Apo, czyli „Policja Plebiscytowa” (składająca się po połowie z Polaków i Niemców). Obiecano też ukaranie sprawców napadów antypolskich. Strona polska z kolei oficjalnie nakazała rozwiązać POW G.Śl. (w rzeczywistości działała nadal pod nazwą Centrala Wychowania Fizycznego) i wydała odezwę do zaprzestania strajku.

## Upamiętnienie
- Walki w II powstaniu śląskim zostały upamiętnione na Grobie Nieznanego Żołnierza w Warszawie napisem na jednej z tablic w okresie po 1989 r.: „KATOWICE 19 VIII 1920”.
- Na pomniku Powstańców Śląskich w Wodzisławiu Śląskim umieszczono datę: „1920”[11].
- W 2012 r. w Świętochłowicach powstało Muzeum Powstań Śląskich[12].

## Filmy
- reż. Kazimierz Kutz, Sól ziemi czarnej. Premiera: 6 marca 1970 r.